# Phantom Girl
Phantom Girl (Tinya Wazzo) est un personnage de fiction appartenant à DC Comics. Elle est apparue pour la première fois dans Action Comics #276 en mai 1961 épisode "Supergirl's Three Super-Girlfriends!". Elle a été créée par Jerry Siegel et Jim Mooney durant l'Âge d'argent des comics.

## Histoire
Linda Lee (Supergirl) se sentait seule et sans amies dans son internat quand elle reçut un appel de Saturn Girl, qui lui propose d'être un nouveau membre de la Légion des Super-Héros. Trois Super-filles (Phantom Girl, Triplicate Girl & Saturn Girl) arrivent du 31e siècle pour encourager Supergirl. Elles conçoivent un nouveau costume blanc, avec un P sur la poitrine pour la parade. Elles retournent au 31e siècle Supergirl. Linda connait alors d'autres nouveaux membres (Shrinking Violet, Sun Boy, Bouncing Boy, & Brainiac 5) qui seront ses amis.

### Autres médias
- La Ligue des justiciers (série animée)
- Superman, l'Ange de Metropolis (série animée)
- La Ligue des Justiciers : Nouvelle Génération (série animée)

## Collaborateurs
Curt Swan, Alan Davis, Adam Hughes, George Pérez